# Pseudocymopterus longiradiatus
Pseudocymopterus longiradiatus är en flockblommig växtart som beskrevs av Mathias, Constance och W.L.Theob. Pseudocymopterus longiradiatus ingår i släktet Pseudocymopterus och familjen flockblommiga växter. Inga underarter finns listade i Catalogue of Life.